# Polynôme de Tchebychev
En mathématiques, un polynôme de Tchebychev est un terme de l'une des deux suites de polynômes orthogonaux particulières reliées à la formule de Moivre. Les polynômes de Tchebychev sont nommés ainsi en l'honneur du mathématicien russe Pafnouti Lvovitch Tchebychev.
Il existe deux suites de polynômes de Tchebychev, l'une nommée polynômes de Tchebychev de première espèce et notée Tn et l'autre nommée polynômes de Tchebychev de seconde espèce et notée Un (dans les deux cas, l'entier naturel n correspond au degré).
Ces deux suites peuvent être définies par la relation de récurrence :
{\displaystyle \forall n\in \mathbb {N} \quad P_{n+2}=2X~P_{n+1}-P_{n}}
et les deux premiers termes :
{\displaystyle T_{0}=1,~T_{1}=X} pour la suite {\displaystyle T} et
{\displaystyle U_{0}=1,~U_{1}=2X} pour la suite {\displaystyle U}.
Chacune est une suite de polynômes orthogonaux par rapport à un produit scalaire de fonctions, associé à la fonction poids {\displaystyle w(x)=\left(1-x^{2}\right)^{-1/2}} sur [–1, 1]. Ces polynômes constituent un cas particulier des polynômes ultrasphériques.
Une définition alternative de ces polynômes peut être donnée par les relations trigonométriques :
{\displaystyle T_{n}\left(\cos \theta \right)=\cos \left(n\theta \right),\quad {\text{soit :}}\quad T_{n}(x)=\cos \left(n\arccos x\right)\quad {\text{et}}\quad U_{n}\left(\cos \theta \right)={\frac {\sin \left((n+1)\theta \right)}{\sin \theta }}},
ce qui revient, par exemple, à considérer Tn(cos θ) comme le développement de cos(nθ) sous forme de polynôme en cos θ.
Contrairement à d'autres familles de polynômes orthogonaux, tels ceux de Legendre, d'Hermite ou de Laguerre, les polynômes de Tchebychev n'ont pratiquement pas d'application directe en physique. En revanche, ils sont particulièrement utiles en analyse numérique pour l'interpolation polynomiale de fonctions. En premier lieu, en ce qui concerne le choix des points d'interpolation, comme les zéros de Tn(x) ou abscisses de Tchebychev, en vue de limiter le phénomène de Runge. Également, ils constituent une base alternative de polynômes par rapport à la base canonique Xn de {\displaystyle \mathbb {R} [X]} des polynômes de Lagrange, ce qui permet d'améliorer sensiblement la convergence. Ils sont notamment utilisés pour le calcul des éphémérides astrononomiques

## Polynômes de Tchebychev de première espèce
Il existe plusieurs possibilités pour définir cette famille de polynômes. La plus simple est par la relation de récurrence, qui permet de générer rapidement l'expression des différents polynômes. Toutefois, une telle définition ne permet guère d'établir les propriétés générales de ces polynômes, en premier lieu leur orthogonalité, aussi une autre définition, à partir des propriétés des fonctions trigonométriques, doit être envisagée.

### Définition par la relation de récurrence

Courbes représentatives des premiers polynômes de Tchebychev de première espèce sur le domaine −1 < x < 1 :
La fonction constante T_{0} et T_{1}, T_{2}, T_{3}, T_{4} et T_{5}.

La définition classique des polynômes de Tchebychev de première espèce est le plus souvent donnée par la relation de récurrence suivante :
{\displaystyle T_{n+1}=2XT_{n}-T_{n-1},\ \ \forall n\geq 1,\ {\textrm {avec}}\ T_{0}=1\ {\textrm {et}}\ T_{1}=X}.
Par récurrence, Tn est un polynôme de degré n.
Les premiers polynômes de Tchebychev de première espèce sont :
{\displaystyle T_{0}=1}
{\displaystyle T_{1}=X}
{\displaystyle T_{2}=2X^{2}-1}
{\displaystyle T_{3}=4X^{3}-3X}
{\displaystyle T_{4}=8X^{4}-8X^{2}+1}
{\displaystyle T_{5}=16X^{5}-20X^{3}+5X}
{\displaystyle T_{6}=32X^{6}-48X^{4}+18X^{2}-1}
{\displaystyle T_{7}=64X^{7}-112X^{5}+56X^{3}-7X}
{\displaystyle T_{8}=128X^{8}-256X^{6}+160X^{4}-32X^{2}+1}
{\displaystyle T_{9}=256X^{9}-576X^{7}+432X^{5}-120X^{3}+9X}.

### Définition trigonométrique
On démontre que pour tout entier naturel n,
{\displaystyle \forall \theta \in \mathbb {R} \quad \cos(n\theta )=T_{n}(\cos \theta )},
ce qui peut servir de variante de définition des polynômes Tn, vus comme fonctions polynomiales définies sur l'intervalle réel [–1, 1].
L'une des démonstrations se fait par récurrence d'ordre 2, à l'aide de l'identité trigonométrique de Simpson suivante :
{\displaystyle \cos(a+b)+\cos(a-b)=2\cos a\cos b}.
Le caractère orthogonal des polynômes Tn découle alors directement de celui des fonctions cos(nθ). Plus précisément, cette formule de Simpson montre de plus que les polynômes Tn sont orthogonaux par rapport à la fonction poids {\displaystyle w(x)=\left(1-x^{2}\right)^{-{\tfrac {1}{2}}}}. En effet, pour deux entiers naturels n et p et avec le changement de variable x = cos θ, il vient
{\displaystyle \int _{0}^{\pi }{\cos(n\theta )\cos(p\theta )\,\mathrm {d} \theta }=\int _{-1}^{+1}{T_{n}(x)T_{p}(x)\left(1-x^{2}\right)^{-1/2}\,\mathrm {d} x}}
Puis, à l'aide de la formule de Simpson :
{\displaystyle \int _{-1}^{+1}{T_{n}(x)T_{p}(x)\left(1-x^{2}\right)^{-1/2}\,\mathrm {d} x}=\int _{0}^{\pi }{{\tfrac {\cos((n+p)\theta )+\cos((n-p)\theta )}{2}}\,\mathrm {d} \theta }={\begin{cases}0&{\text{si }}n\neq p\\\pi &{\text{si }}n=p=0\\\pi /2&{\text{si }}n=p\neq 0\end{cases}}}.

### Équation différentielle
Pour tout n, la fonction {\displaystyle \theta \mapsto \cos(n\theta )=T_{n}(\cos \theta )} est solution de l'équation différentielle linéaire homogène d'ordre 2 à coefficients constants :
{\displaystyle y''+n^{2}y=0}.
Par suite, les polynômes de Tchebychev sont solutions de l'équation différentielle formelle :
{\displaystyle \left(1-X^{2}\right)T''_{n}-XT'_{n}+n^{2}T_{n}=0}.
Celle-ci peut aussi se mettre sous la forme d'une équation différentielle de Sturm-Liouville :
{\displaystyle {\frac {\mathrm {d} }{\mathrm {d} x}}\left(\left(1-x^{2}\right)^{\tfrac {1}{2}}{\frac {\mathrm {d} T_{n}}{\mathrm {d} x}}\right)+n^{2}\left(1-x^{2}\right)^{-{\tfrac {1}{2}}}T_{n}=0}.

### Autres propriétés
- Pour tout entier naturel n,{\displaystyle T_{n}=\sum _{k=0}^{\left\lfloor {\frac {n}{2}}\right\rfloor }{\binom {n}{2k}}(X^{2}-1)^{k}X^{n-2k}}où {\displaystyle {\binom {n}{2k}}} est un coefficient binomial et {\displaystyle \left\lfloor \cdot \right\rfloor } note la partie entière.
- Pour tout entier n strictement positif,

{\displaystyle T_{n}={\frac {n}{2}}\sum _{k=0}^{\left\lfloor {\frac {n}{2}}\right\rfloor }(-1)^{k}{\frac {(n-k-1)!}{k!(n-2k)!}}(2X)^{n-2k}}.
- Pour tout entier naturel n,{\displaystyle T_{n}(1)=1}.

Cette propriété se démontre aisément en considérant la forme trigonométrique de Tn, le cas x = 1 correspondant à θ = 0. On a aussi {\displaystyle T_{n}(-1)=(-1)^{n}}, qui découle de la 
symétrie {\displaystyle T_{n}(-x)=(-1)^{n}T_{n}(x)}.
- Quels que soient les entiers naturels m et n,{\displaystyle T_{n}\circ T_{m}=T_{mn}} et {\displaystyle 2T_{m}T_{n}=T_{m+n}+T_{|m-n|}}.
- Pour tout entier n strictement positif, le coefficient dominant de Tn est 2n–1 et ses n racines sont

{\displaystyle a_{k}^{(n)}=\cos \left({\frac {(2k-1)\pi }{2n}}\right),\quad \forall k\in \{1,\ldots ,n\}}.
- Pour tout entier n > 0, les extremums de Tn sur l'intervalle [–1, 1] sont atteints en{\displaystyle e_{k}^{(n)}=\cos {\frac {k\pi }{n}},\quad \forall k\in \{0,\ldots ,n\}}

(ce sont –1, 1 et les racines de Un–1), et {\displaystyle T_{n}(e_{k}^{(n)})=(-1)^{k}}.
- La parité dépend de n : {\displaystyle T_{n}(-X)=(-1)^{n}T_{n}(X)}.
- Représentation intégrale :{\displaystyle T_{n}(x)={\frac {1}{4i\pi }}\int _{C}{\frac {1}{z^{n}}}{\frac {1-z^{2}}{z(1-2xz+z^{2})}}\,\mathrm {d} z} où C est un contour du plan complexe parcouru dans le sens trigonométrique, contenant zéro et excluant les zéros de 1 – 2xz + z2.

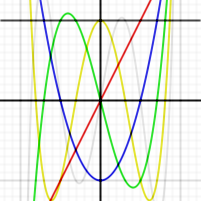
Les premiers polynômes de Tchebychev de seconde espèce sur le domaine −1¼ < x < 1¼, −1¼ < y < 1¼; la fonction constante U0, et U1, U2, U3, U4 et U5.

- Séries génératrices
  - ordinaire : {\displaystyle \sum _{n=0}^{\infty }T_{n}t^{n}={\frac {1-tX}{1-2tX+t^{2}}}},
  - exponentielle : {\displaystyle \sum _{n=0}^{\infty }T_{n}{\frac {t^{n}}{n!}}={\frac {1}{2}}\left({\rm {e}}^{(X-{\sqrt {X^{2}-1}})t}+{\rm {e}}^{(X+{\sqrt {X^{2}-1}})t}\right),}
  - {\displaystyle \sum \limits _{n=1}^{\infty }T_{n}(X){\frac {t^{n}}{n}}=-{\frac {1}{2}}\ln \left(1-2tX+t^{2}\right),} pertinente en particulier en théorie du potentiel.

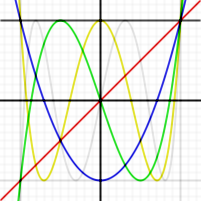
Les premiers polynômes de Tchebychev de première espèce sur le domaine −1¼ < x < 1¼, −1¼ < y < 1¼; la fonction constante T0, et T1, T2, T3, T4 et T5.

## Polynômes de Tchebychev de seconde espèce

### Définition par récurrence

Les premiers polynômes de Tchebychev de seconde espèce sur le domaine −1 < x < 1, −4 < y < 5.

Les polynômes de seconde espèce Un peuvent se définir par la même relation de récurrence que ceux de première espèce, avec des premiers termes différents :
{\displaystyle U_{n+1}=2XU_{n}-U_{n-1},\ \ \forall n\geq 1\ {\textrm {avec}}\ U_{0}=1\ {\textrm {et}}\ U_{1}=2X}.
Par récurrence, Un est un polynôme de degré n.
Les premiers polynômes de Tchebychev de seconde espèce sont :
{\displaystyle U_{0}=1}
{\displaystyle U_{1}=2X}
{\displaystyle U_{2}=4X^{2}-1}
{\displaystyle U_{3}=8X^{3}-4X}
{\displaystyle U_{4}=16X^{4}-12X^{2}+1}
{\displaystyle U_{5}=32X^{5}-32X^{3}+6X}
{\displaystyle U_{6}=64X^{6}-80X^{4}+24X^{2}-1}
{\displaystyle U_{7}=128X^{7}-192X^{5}+80X^{3}-8X}
{\displaystyle U_{8}=256X^{8}-448X^{6}+240X^{4}-40X^{2}+1}
{\displaystyle U_{9}=512X^{9}-1024X^{7}+672X^{5}-160X^{3}+10X}.

### Définition trigonométrique
De la même façon que pour ceux de première espèce, les polynômes Un peuvent se définir alternativement par la forme trigonométrique de leur fonction polynomiale associée sur ]–1 ; 1[. On montre en effet que pour tout n :
{\displaystyle \forall \theta \in \mathbb {R} \setminus \pi \mathbb {Z} \quad {\frac {\sin \left((n+1)\theta \right)}{\sin \theta }}=U_{n}(\cos \theta )}.
Là encore, le caractère orthogonal des polynômes Un découle directement de celui des fonctions {\displaystyle \sin n\theta }. Plus précisément, comme {\displaystyle 2\sin a\sin b=\cos(a-b)-\cos(a+b)} :
{\displaystyle \int _{0}^{\pi }{U_{p}(\cos \theta )U_{n}(\cos \theta )\sin ^{2}(\theta )\,\mathrm {d} \theta }=\int _{0}^{\pi }{\sin \left((p+1)\theta \right)\sin \left((n+1)\theta \right)\,\mathrm {d} \theta }=0{\text{ si }}p\neq n}.
En exprimant cette intégrale en fonction de la variable x = cos θ, on en déduit que les polynômes Un sont orthogonaux par rapport à la fonction poids {\displaystyle w(x)=\left(1-x^{2}\right)^{1/2}} :
{\displaystyle \int _{-1}^{+1}{U_{n}(x)U_{p}(x)\left(1-x^{2}\right)^{1/2}\,\mathrm {d} x}=0{\text{ si }}p\neq n}.

### Équation différentielle
Pour tout n, la fonction {\displaystyle \theta \mapsto \sin(n\theta )=U_{n-1}(\cos \theta )\sin \theta } est solution de l'équation différentielle linéaire homogène d'ordre 2 à coefficients constants :
{\displaystyle y''+n^{2}y=0}.
Par suite, les polynômes de Tchebychev de seconde espèce sont solutions de l'équation différentielle formelle :
{\displaystyle (1-X^{2})U_{n}''-3XU_{n}'+n(n+2)U_{n}=0}.

### Autres propriétés
- Pour tout entier naturel n,{\displaystyle U_{n}=\sum _{k=0}^{\left\lfloor {\frac {n}{2}}\right\rfloor }{\binom {n+1}{2k+1}}(X^{2}-1)^{k}X^{n-2k}=X^{n}\sum _{k=0}^{\left\lfloor {\frac {n}{2}}\right\rfloor }{\binom {n+1}{2k+1}}(1-X^{-2})^{k}=\sum _{k=0}^{\left\lfloor {\frac {n}{2}}\right\rfloor }(-1)^{k}{\binom {n-k}{k}}(2X)^{n-2k}}[N 3].
- Les Un sont orthogonaux pour le produit scalaire associé à la pondération {\displaystyle {\sqrt {1-x^{2}}}} sur l'intervalle [–1 ; 1]. Plus précisément :
{\displaystyle \int _{-1}^{1}U_{n}(x)U_{m}(x){\sqrt {1-x^{2}}}\,\mathrm {d} x={\begin{cases}0&{\text{si }}n\neq m\\\pi /2&{\text{si }}n=m.\end{cases}}}
- Pour tout entier naturel n, 
{\displaystyle U_{n}(1)=n+1}.
- Si {\displaystyle m\geq n}, {\displaystyle U_{m}U_{n}=\sum _{k=0}^{n}U_{m-n+2k}}.
- Pour tout entier n strictement positif, les n racines de Un sont

{\displaystyle e_{k}^{(n+1)}=\cos {\frac {k\pi }{n+1}},\quad \forall k\in \{1,\ldots ,n\}}.
- La parité dépend de n[N 5] :
{\displaystyle U_{n}(-X)=(-1)^{n}U_{n}(X)}.
- Représentation intégrale :
{\displaystyle U_{n}(x)={\frac {1}{2i\pi }}\int _{C}{\frac {1}{z^{n}}}{\frac {1}{z(1-2xz+z^{2})}}\,\mathrm {d} z} où C est un contour du plan complexe parcouru dans le sens trigonométrique, contenant zéro et excluant les zéros de 1 – 2xz + z2.
- Série génératrice[N 6] :
{\displaystyle \sum _{n=0}^{\infty }U_{n}(X)t^{n}={\frac {1}{1-2tX+t^{2}}}}.

## Quelques relations avec d'autres fonctions spéciales
- {\displaystyle T_{n}=U_{n}-XU_{n-1},\quad T_{n+1}=XT_{n}-(1-X^{2})U_{n-1}{\text{ et }}T_{n}'=nU_{n-1}},
- {\displaystyle T_{n}={\frac {n}{2}}C_{n}^{(0)}{\text{ et }}U_{n}=C_{n}^{(1)}}
où les C(k)
n sont les polynômes de Gegenbauer et
- {\displaystyle T_{n}(x)=F\left(-n,n;{\frac {1}{2}};{\frac {1-x}{2}}\right){\text{ et }}U_{n}(x)=(n+1)F\left(-n,n+2;{\frac {3}{2}};{\frac {1-x}{2}}\right)}
où F est la fonction hypergéométrique.

## Historique
Tchebychev a découvert ces familles en travaillant sur le problème de convergence des interpolations de Lagrange.
On peut démontrer qu'en choisissant les racines des polynômes de Tchebychev comme points d'interpolation, on minimise les écarts (cf. phénomène de Runge). Dans ce contexte, les a(n)
k indiqués ci-dessus, éventuellement ajustés à un autre intervalle d'interpolation [a, b] (par une transformation affine x ↦ b – a/2x + b + a/2), sont appelés les abscisses de Tchebychev.
En effet, on peut montrer que l'erreur entre la fonction interpolée et le polynôme d'interpolation aux points x0,...,xn sur [a, b] s'exprime en
{\displaystyle \max _{x\in [a,b]}\left|(x-x_{0})\dots (x-x_{n})\right|{\frac {\|f^{(n+1)}\|_{\infty ,[a,b]}}{(n+1)!}}}.
L'idée fut donc de minimiser {\displaystyle L=\max _{x\in [a,b]}\left|(x-x_{0})\dots (x-x_{n})\right|} pour n points donnés. Tchebychev montra que dans le cas où l'intervalle est [–1, 1] et la répartition des points est symétrique, le polynôme optimal prend les valeurs –L et +L alternativement et n + 1 fois exactement (on dit que le polynôme présente une alternance de Tchebychev). C'est cette propriété qui permet de déduire que les abscisses de Tchebychev sont les meilleurs points d'interpolation pour minimiser les oscillations du polynôme d'interpolation et donc obtenir la meilleure convergence possible.

## Applications
Les polynômes de Tchebychev permettent de démontrer le théorème de Weierstrass selon lequel toute fonction continue sur un segment est limite uniforme d'une suite de fonctions polynomiales.
Ils sont également impliqués dans le calcul de filtres en électronique analogique, les filtres de Tchebychev.
Enfin, ils permettent une explication théorique de l'efficacité supérieure de la transformée en cosinus discrète dans le cadre de l'interpolation d'un signal numérique échantillonné, par rapport à d'autres méthodes comme le « zéro-padding + filtrage passe-bande ».

## Autres types de polynômes de Tchebychev
Dans la continuité des travaux de Tchebychev, d'autres familles de polynômes ont été définies comme des polynômes du type de Tchebychev, dans le sens où elles apparaissent également dans l'approximation numérique de fonctions.
- les polynômes de Tchebychev du troisième type vérifient[4],[5]:

{\displaystyle V_{n}\left(\cos \theta \right)={\frac {\cos \left((n+{\tfrac {1}{2}})\theta \right)}{\cos {\tfrac {\theta }{2}}}}},
- les polynômes de Tchebychev du quatrième type vérifient[4]

{\displaystyle W_{n}\left(\cos \theta \right)={\frac {\sin \left((n+{\tfrac {1}{2}})\theta \right)}{\sin {\tfrac {\theta }{2}}}}=D_{n}(\theta )},
où Dn est le noyau de Dirichlet.
- les polynômes de Tchebychev du cinquième type vérifient[6]

{\displaystyle {\tilde {W}}_{n}\left(\cos \theta \right)={\frac {2\pi }{n(n+1)}}\left({\frac {\sin {\frac {n\theta }{2}}}{\sin {\frac {\theta }{2}}}}\right)^{2}={\frac {2\pi }{n+1}}F_{n}(\theta )},
où Fn est le noyau de Fejér.
Les cinq familles de polynômes vérifient toutes la même relation de récurrence {\displaystyle p_{n}(x)=2xp_{n-1}(x)-p_{n-2}(x)} avec {\displaystyle p_{0}(x)=1}, seul le terme {\displaystyle p_{1}(x)} diffère, étant égal respectivement à {\displaystyle x}, {\displaystyle 2x}, {\displaystyle 2x-1}, {\displaystyle 2x+1} et {\displaystyle 2x+2}.